# 設菲爾德教區
聖公會設菲爾德教區（英語：Diocese of Sheffield）是英格蘭教會約克教省下面的一個教區。成立於1914年1月23日。
轄區包括南約克郡大部，以及北約克郡、東約克郡及北林肯郡小部。座堂是設菲爾德座堂，現任主教為史提芬·克羅夫特。下分一個副主教、兩個會吏長區及十二個會吏區，管理175個堂區。